# Gaj (Kovin)
Pour les articles homonymes, voir Gaj.
Gaj (en serbe cyrillique Гај) est une localité de Serbie située dans la province autonome de Voïvodine. Elle fait partie de la municipalité de Kovin dans le district du Banat méridional. Au recensement de 2011, elle comptait 2 934 habitants.
Gaj est officiellement classé parmi les villages de Serbie.

## Géographie
Gaj, situé sur une terrasse dominant le Danube, se trouve sur la route régionale Kovin-Bela Crkva, respectivement à 9 et 35 km de ces deux villes. Une route asphaltée relie la localité à Malo Bavanište et aux mines de charbon de Kovin. Près du village se trouve une vaste tourbière.

## Histoire
Gaj est mentionné pour la première fois dans des documents datant de 1355.

## Démographie

### Évolution historique de la population
| 1948  | 1953  | 1961  | 1971  | 1981  | 1991  | 2002  | 2011  |
| ----- | ----- | ----- | ----- | ----- | ----- | ----- | ----- |
| 3 139 | 3 275 | 3 532 | 3 701 | 3 661 | 3 432 | 3 302 | 2 934 |

|  |